# جون أندرسون (راكب الكنو)
جون أندرسون (بالإنجليزية: John Anderson)‏ هو راكب الكنو أمريكي، ولد في 12 أبريل 1924، وتوفي في 15 مارس 2001.

## وصلات خارجية
- جون أندرسون على موقع أوليمبيديا (الإنجليزية)